# Transformateur de courant
Selon la Commission électrotechnique internationale, un transformateur de courant est « un transformateur de mesure dans lequel le courant secondaire est, dans les conditions normales d'emploi, pratiquement proportionnel au courant primaire et déphasé par rapport à celui-ci d'un angle voisin de zéro pour un sens approprié des connexions ».
Contrairement à un transformateur de tension, il a des impédances les plus basses possibles: au primaire, pour éviter de perturber le courant qu'il mesure; et au secondaire, pour être le plus proche possible d'un générateur de courant idéal.
La notion de « transformateur de courant » est un abus de langage, mais elle a été popularisée dans l'industrie. L'expression « transformateur d'intensité » est probablement plus exacte. On utilise fréquemment les abréviations TC ou TI.
Bien qu'il soit utilisable dans toute la gamme des courants alternatifs à basse fréquence, il est généralement plutôt destiné à la mesure de courant alternatif à fréquence industrielle. Pour le courant continu, il faut utiliser un shunt ou un capteur de courant à effet Hall.
Ils sont soit montés de manière séparée sur un isolateur propre (voir photo), soit placés dans les dômes des traversées des transformateurs de puissance.

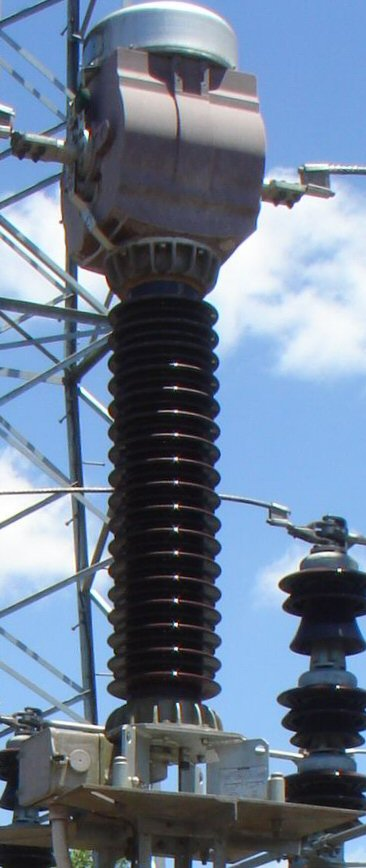
Transformateur de courant de tension nominale 138 kV de type courant inverse (top core)

## Fonction

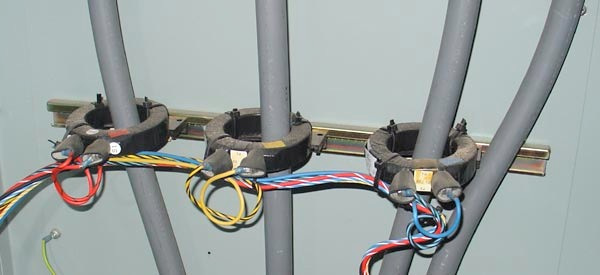
Transformateurs de courant utilisés dans les équipements de mesure pour l'alimentation électrique triphasée de 400 ampères

Dans les réseaux haute tension où des courants de plusieurs kiloampères transitent, la mesure de ces courants élevés est difficile. Pour la faciliter, les transformateurs de courant ont pour rôle de diviser la valeur du courant à mesurer par un facteur constant. Cette démarche permet également de standardiser les équipements de mesure du courant et de les isoler diélectriquement du réseau haute tension.
L'équipement de mesure connecté à son secondaire est en général un ampèremètre, mais on peut également brancher un wattmètre, un shunt ou un relai de protection. Tous sont conçus pour mesurer des courants de quelques ampères.
La caractéristique la plus importante d'un transformateur de courant est donc son rapport de transformation, exprimé par exemple sous la forme 400 A/1 A.

## Précautions d'emploi
La précision d'un transformateur de courant est garantie si la charge connectée au secondaire est de puissance (au courant nominal) inférieure à une puissance limite dite puissance de précision assignée (exprimé en VA),. Cette puissance représente la somme des consommations de toutes les charges connectées ainsi que celle des connexions. Il existe plusieurs « classes de précision » ; voir ci-dessous « Désignation ». 
Par ailleurs, la norme CEI 61869-2:2012 précise que les limites d'erreurs de rapport et de déphasage ne doivent pas être dépassées pour toute valeur de charge comprise entre 25 % et 100 % de la puissance de sortie assignée pour les classes 0,1 – 0,2s – 0,2 – 0,5s – 0,5  et 1 et pour toute valeur de charge comprise entre 50 % et 100 % de la puissance de sortie assignée pour les classes 3  et 5. Cette norme permet de garantir la précision des transformateurs de courant pour une large plage de charge secondaire.
Au secondaire, hors charge, une tension élevée peut apparaître aux bornes du transformateur de courant ; on ne doit donc jamais laisser un transformateur de courant à secondaire ouvert.

## Technologies

### Modèles classiques ànoyaude fer

Schéma de principe d'un transformateur de courant avec une seule spire au primaire.

Schéma de principe d'un transformateur de courant avec plusieurs spires au primaire.

Pour les courants alternatifs de basse fréquence, on utilise en général un transformateur avec peu de spires au primaire, et beaucoup au secondaire. Dans certains cas, il y aura même une seule spire au primaire. Dans ce cas, le transformateur de courant prendra la forme d'un tore, traversé par le circuit électrique. Il n'y aura donc pas de bobinage primaire à proprement parler : la spire est constituée par le passage du circuit électrique à l'intérieur du circuit magnétique torique. Si le primaire n'est pas inclus dans le transformateur de courant on parle de type toroïdal, ou fenêtre, si au contraire une barre de cuivre devant être connectée au primaire est déjà présente on parle de type barre. Enfin dans les cas où le primaire a plusieurs spires, on parle de type bobine, cette construction est plus adaptée aux basse et moyenne tensions,.
Le secondaire est connecté à une résistance de faible valeur, appelée fardeau ou charge, correspondant à une puissance apparente exprimée en VA et obtenue en calculant le produit Z*I².

### Modèles à tore de Rogowski

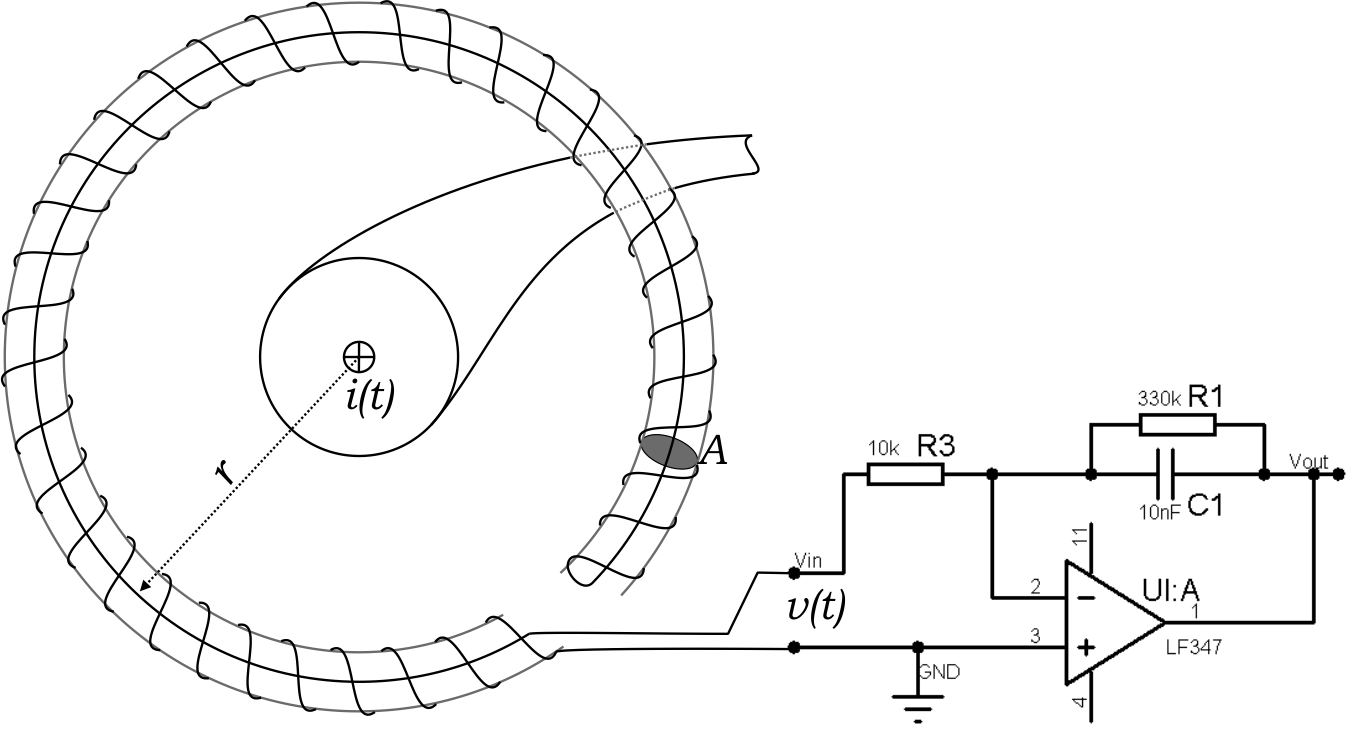
Bobine de Rogowski avec circuit de mesure.

Les tores de Rogowski, aussi appelés « circuit amagnétique », ne disposent pas d'un noyau de fer. Le signal de sortie, délivré par les capteurs amagnétiques, est une tension proportionnelle à la dérivée du courant primaire (voir loi de Faraday). Ils ne saturent pas et leur réponse est linéaire. De ce fait, ils peuvent être utilisés sur de larges plages de courant. La seule limitation étant la dynamique et la linéarité du circuit d'entrée de la protection associée. Ils sont largement utilisés dans le domaine de la HTA.

### Combinés de mesure
Il existe également en HTB des combinés de mesure, qui réunissent en un seul appareil transformateur de courant et transformateur de tension (voir photo). Cela permet un gain de place ainsi qu'un coût réduit comparé à deux unités séparées.

### Évolutions technologiques

#### Transmission du signal par fibre optique
À la place d'une transmission électrique et analogique, on peut choisir de transmettre la valeur du courant sous forme numérique et optique grâce à l'usage d'une fibre optique. L'avantage réside dans l'isolation de l'électronique de la partie haute tension, le défaut dans l'obligation de prévoir une alimentation électrique secondaire pour l'électronique située dans la partie haute tension.

#### Transducteur de courant magnéto-optique (MOCT)
La technologie des transducteurs de courant magnéto-optique, est une technologie utilisant l'influence qu'a l'effet Faraday sur la polarisation de la lumière dans certains cristaux magnético-optiques, en pratique de la fibre de verre de quartz, pour mesurer le courant électrique continu. Dans ces matériaux, l'angle de rotation du champ est directement lié à sa valeur, le champ étant lui-même lié à la valeur du courant.
Par rapport à la technologie conventionnelle les MOCT ont l'avantage d'être immunisés aux interférences électromagnétiques, sont plus petits, plus légers, ont une large bande de fréquence, ne posent pas de problème d'isolation galvanique ce qui veut dire que l'électronique n'est pas soumise aux surtensions et qu'il n'est pas nécessaire d'utiliser une coûteuse isolation, n'ont pas les problèmes de saturation du noyau magnétique et ne nécessitent pas d'alimentation électrique secondaire,,. Ils existent en modèles adaptés à la mesure et à la protection,. Pour une bonne précision le système requiert un matériau pour la fibre optique pour lequel l'effet observé ne dépend que très peu de la température.

## Construction
Que ce soit comme composant séparé ou intégré il est courant de placer plusieurs noyaux de fer avec leur secondaire respectif côte à côte dans un même boitier. On a ainsi plusieurs mesures du courant (on peut par exemple associer un transformateur pour mesure avec un pour protection), mais un seul élément mécanique et une seule isolation.
Par ailleurs, l'utilisation de deux noyaux magnétiques pour un seul transformateur de courant permet d'éliminer l'erreur due à la charge résistive de celui-ci. Le principe est le suivant : un enroulement de compensation est bobiné autour d'un des noyaux, l'enroulement secondaire est bobiné autour des deux. Les deux possèdent le même nombre de tours et sont branchés en parallèle. La comparaison des courants des deux enroulements permet d'éliminer la composante due à la 
charge,.

### En tant que composant séparé
Plusieurs types de construction peuvent être utilisés : en épingle à cheveux, aussi appelé à cuve, ou de courant inverse,. Dans le premier cas, le conducteur forme un U ou plus exactement une épingle à cheveux et le noyau magnétique se trouve à son pied. Dans le second cas le noyau magnétique se trouve dans la tête du composant. Les avantages de la première technologie sont que le centre de gravité est plus bas, cela entraîne une meilleure résistance aux tremblements de terre et réduit les contraintes que subit l'isolateur.
Par contre la forme en U a pour conséquence que le conducteur est plus long, ce qui résulte dans des pertes joules et limite le courant de court-circuit.
Par ailleurs le choix de l'isolant est important. La plupart des transformateurs de courant sont isolés par de l'huile. Il en existe également enrobés d'epoxy, mais cela concerne surtout des tensions allant jusqu'à 110 kV. Une isolation utilisant le SF6 est également possible.

### Intégré dans un autre composant
Les transformateurs de courant s'intègrent facilement dans d'autres composants comme les disjoncteur à haute tension en particulier sous enveloppe métallique ou dans les traversées isolées des transformateurs de puissance toujours pour permettre la mesure du courant les traversant.

#### Schéma de principe

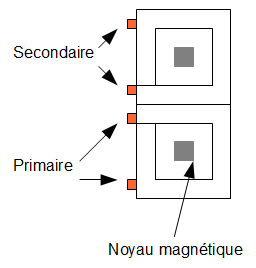
À primaire bobiné
À primaire barre
Pour traversées isolées
De type fenêtre

#### Illustration pratique

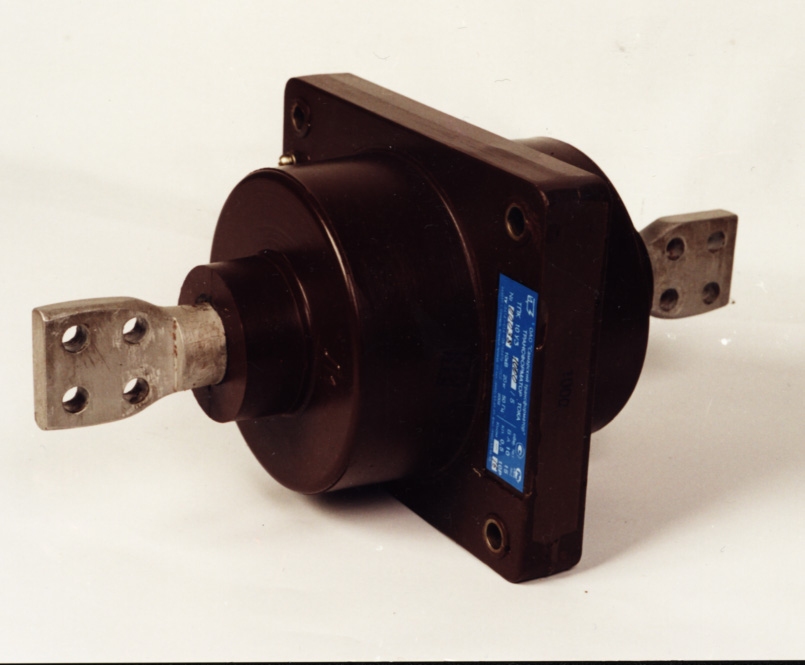
À primaire barre
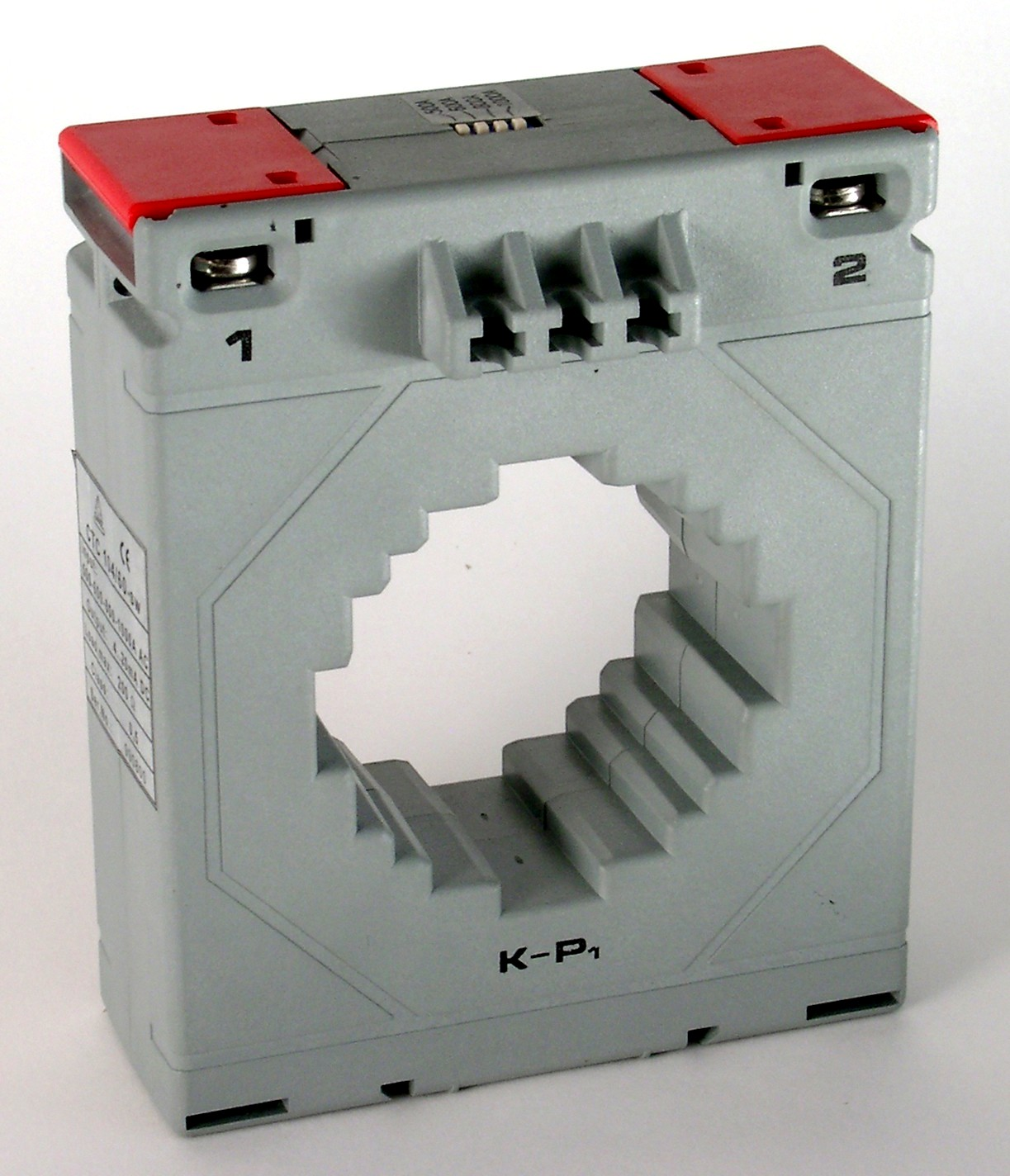
De type fenêtre, le primaire passe au centre

### Pinces ampèremétriques

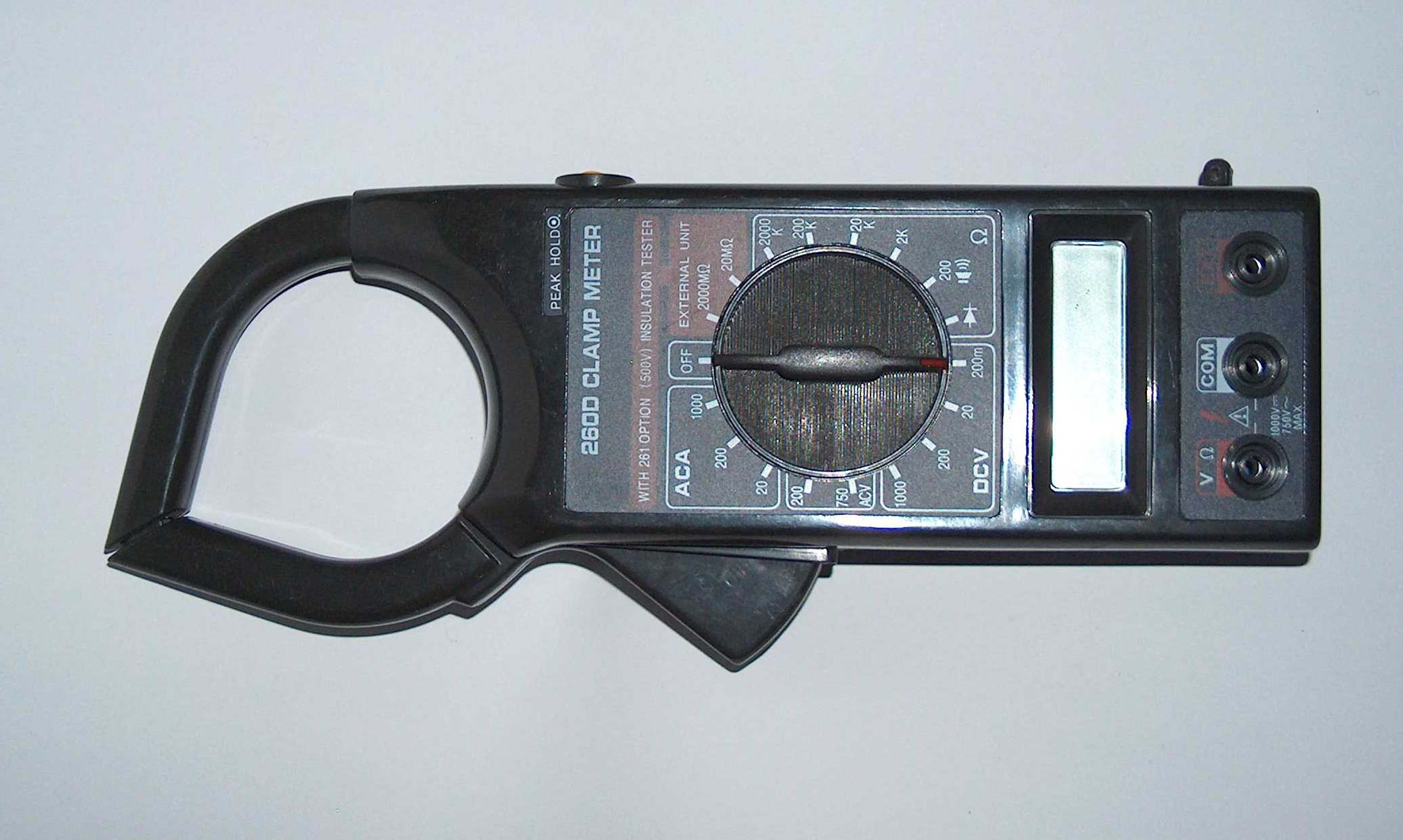
Multimètre numérique avec pince ampèremétrique.

Les pinces ampèremétriques destinées à la mesure exclusive des courants alternatifs, incorporent des transformateurs de courant dont la sortie est, soit directement mesurée au moyen de leur ampèremètre incorporé, soit lue par un appareil extérieur. Elles sont beaucoup moins chères que les pinces qui supportent la mesure du courant continu, qui elles, nécessitent un capteur à effet Hall et sont généralement des dispositifs asservis qui mesurent le courant nécessaire pour annuler le champ dans leur circuit magnétique.

## Caractéristiques techniques

### Courant limite assigné et facteur de sécurité

#### Définitions

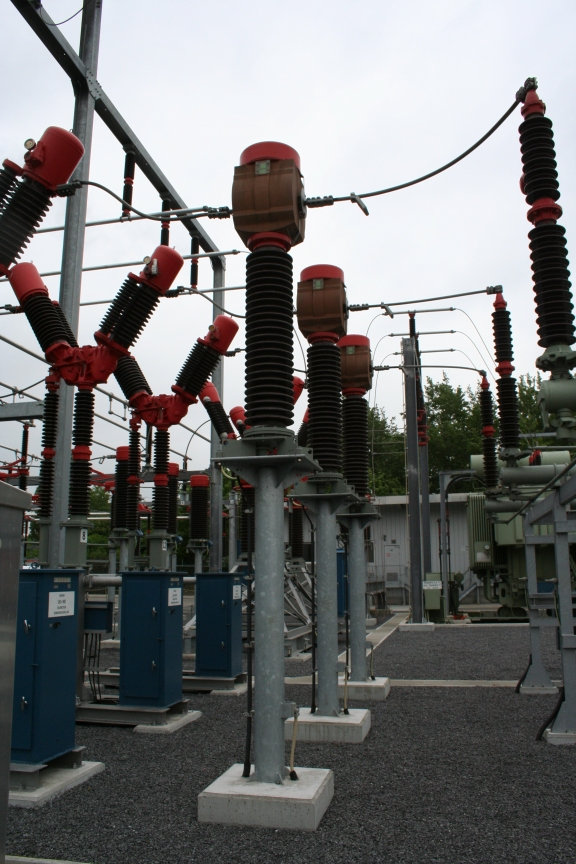
Transformateur de courant avec vue du poste électrique environnant

Le « courant limite de précision assigné » est la valeur la plus élevée du courant primaire pour laquelle le transformateur doit satisfaire aux prescriptions concernant l'erreur composée.
Pour les transformateur de protection on définit un « facteur limite de précision » qui est le rapport :
{\displaystyle {\frac {\rm {courant\ limite\ primaire\ assigne}}{\rm {courant\ primaire\ assigne}}}}
Pour les transformateur de mesure l'équivalent est le facteur de sécurité.

#### Exemple
Concrètement cela veut dire que si notre transformateur de courant mesure un courant "normal" de 10 A et que son facteur de sécurité est de 5, il pourra mesurer un courant de 10*5 = 50 A tout en restant dans son intervalle de précision.

#### Philosophie
Un transformateur de courant de protection doit saturer suffisamment haut pour permettre une mesure assez précise du courant de défaut (voir court-circuit) par la protection dont le seuil de fonctionnement peut être très élevé. On demande donc aux capteurs de courant un facteur limite de précision en général assez important.
Un transformateur de courant de mesure nécessite une bonne précision dans un domaine voisin du courant nominal (normal) et il n'est pas nécessaire que les appareils de mesure supportent des courants aussi importants que les relais de protection. C'est pourquoi les transformateurs de courant de mesure ont, contrairement aux TC de protection, un facteur de sécurité aussi faible que possible afin de protéger ces appareils par une saturation plus précoce.

### Transformateurs pour mesures
| Classe    | Erreur de courant, rapport (%), au courant assigné | Déphasage |      |
| --------- | -------------------------------------------------- | --------- | ---- |
| (Minutes) | (Centiradians)                                     |           |      |
| 0,1       | 0,1                                                | 5         | 0,15 |
| 0,2       | 0,2                                                | 10        | 0,3  |
| 0,5       | 0,5                                                | 30        | 0,9  |
| 1         | 1                                                  | 60        | 1,8  |

La définition de l'erreur de courant étant :
{\displaystyle {\rm {erreur\ de\ courant\ }}(\%)={K_{n}\times I_{s}-I_{p} \over I_{p}}\times 100}
Où
{\displaystyle K_{n}} est le rapport de transformation assigné
{\displaystyle I_{p}} est le courant primaire
{\displaystyle I_{s}} est le courant secondaire.
D'autres classes de transformateur de courant pour mesure existent : 0.2S, 0.5S dans la norme CEI qui sont plus précis pour les courants notablement inférieurs à leur courant nominal. La norme australienne AS 1675-1986 définit des classes la classe M (0.2M par exemple), encore plus précise pour les faibles courant et la classe ME qui de plus à reste précise pour des courants supérieurs à celui indiqué. Par exemple un 0.2ME2 a une précision de 0,2 % pour son nominal, un courant de 10 % de son nominal mais également pour 2 fois son nominal (2 final dans la désignation).

### Transformateurs pour protection
| Classe    | Erreur de courant, rapport (%) | Déphasage | Erreur composée pour le courant limite de précision |    |
| --------- | ------------------------------ | --------- | --------------------------------------------------- | -- |
| (Minutes) | (Centiradians)                 |           |                                                     |    |
| 5P        | 1,0                            | 60        | 1,8                                                 | 5  |
| 10P       | 3,0                            | -         | -                                                   | 10 |

La définition de l'erreur composée étant :
{\displaystyle \epsilon _{c}={\frac {100}{I_{p}}}\cdot {\sqrt {{\frac {1}{T}}\cdot \int _{0}^{T}(K_{n}\cdot i_{s}-i_{p})^{2}dt}}}
Où
{\displaystyle I_{p}} est le courant primaire en valeur efficace
{\displaystyle i_{p}} est le courant primaire en valeur instantanée
{\displaystyle i_{s}} est le courant secondaire en valeur instantanée
{\displaystyle T} est la période du courant.

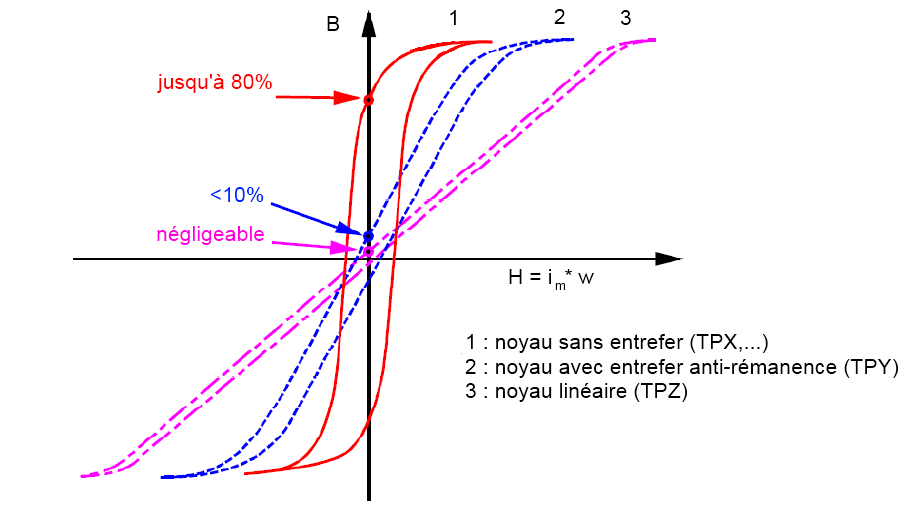
Courbe d'hystérésis des différents noyaux magnétiques utilisés dans les transformateurs de courant

La classe P est la plus répandue, toutefois pour répondre aux applications plus exigeantes d'autres classes existent pour la protection. Elles se différencient par la courbe d'hystérésis de leurs noyaux magnétiques.
Les normes CEI rangent les différents noyaux magnétiques destinés aux transformateurs de protection en différentes classes en fonction de leur flux rémanent. On distingue trois grandes familles :
- Les noyaux magnétiques à haute rémanence qui n'ont pas d'entrefer. Leur flux rémanent atteint 80 % du flux de saturation. Ce sont les classes P, PX, TPS et TPX[15].
- Les noyaux magnétiques à basse rémanence, qui ont un petit entrefer. Leur flux rémanent n'excède pas 10 % du flux de saturation. Ce sont les classes PR et TPY[15].
- Les noyaux magnétiques à la rémanence négligeable avec un grand entrefer. Leur flux rémanent est proche de zéro. Leur grand entrefer réduit leur précision. Cela concerne la classe TPZ[15].

Afin d'éviter tout délai supplémentaire pour la protection dans le cas d'un défaut totalement asymétrique, il peut être intéressant de prévoir une marge supplémentaire pour les noyaux à haute rémanence (les surdimensionner). Pour ceux à basse rémanence ce n'est pas nécessaire.
Pour la plupart des applications un circuit magnétique sans entrefer, de type P, est suffisant. Les TPY sont utilisés en particulier pour les gros transformateurs en sortie de générateurs électriques.

## Désignation
Les transformateurs de courant sont désignés de la sorte : « 15 VA classe 0.5 FS 10 » (mesure), ou « 30 VA classe 5P 10 » (protection).
Le premier nombre (15 dans le premier exemple) est la puissance de précision suivie du sigle VA (voltampère). Suit le mot « classe » et la valeur de la classe (0.5 dans le premier exemple). Ensuite vient la classe du transformateur de courant : "", S, M, ME pour transformateurs pour mesures, P, PR, PX, TPY… pour ceux de protection (voir chapitre correspondant ci-dessus). Si le transformateur de mesure dispose d'un facteur de sécurité il est introduit par les lettres FS suivies de sa valeur. Pour les transformateurs de protection le dernier nombre correspond au facteur limite de précision.

## Dimensionnement d'un transformateur de courant pour transformateur

### Défauts externes
Pour dimensionner un transformateur de courant pour équiper un transformateur de puissance, il convient tout d'abord de connaître le courant maximal à mesurer. Il s'agit en l’occurrence du courant de court-circuit (short circuit en anglais, SC) {\displaystyle I_{SC}} pour un défaut extérieur au composant : 
{\displaystyle I_{SC}={\frac {S_{N}\cdot 100}{{\sqrt {3}}\cdot U_{N}\cdot Z_{SC}}}={\frac {I_{N}\cdot 100}{Z_{SC}}}}
Où {\displaystyle S_{N}} est la puissance apparente nominale du transformateur, {\displaystyle U_{N}} sa tension nominale, et {\displaystyle Z_{SC}} est son impédance de court-circuit exprimée en pourcentage et {\displaystyle I_{N}} le courant nominal.
Par ailleurs, l'apparition d'un court-circuit est brutale, le phénomène est transitoire. Ce comportement transitoire augmente encore la valeur du courant perçu par les appareils électroniques de mesure. Pour modéliser ce phénomène, un facteur de sécurité {\displaystyle K_{td}} « facteur de dimensionnement pour le régime transitoire assigné » dépendant de l'appareil électronique utilisé est multiplié à la valeur du courant de court-circuit.
Ce courant transitoire est exprimé en rapport avec le courant nominal du primaire du transformateur de courant, noté {\displaystyle I_{P,CT}}, dans le facteur limite de précision, ALF en anglais, dit véritable noté d'un « ' »:
{\displaystyle ALF'={\frac {K_{td}\cdot I_{SC}}{I_{P,CT}}}}
Le calcul de dimensionnement ne s'arrête cependant pas là. Le facteur limite de précision véritable qui vient d'être calculé est nécessaire seulement dans le cas où le transformateur de courant serait utilisé au maximum de ses capacités thermiques.
En fait, ce n'est quasiment jamais le cas. Cette capacité maximale est décrite par la puissance de précision du transformateur de courant, le Burden en anglais, c'est la puissance apparente maximale qu'est capable de fournir le transformateur de courant à son secondaire.
Or dans les faits, le secondaire est connecté à un certain nombre d'appareils électroniques de mesure, reliés par des conducteurs, qui représentent une certaine charge inférieure à la puissance apparente maximale. Pour prendre ce paramètre en compte, le facteur limite de précision véritable doit être multiplié par le rapport de la charge effectivement connectée au secondaire divisé par la charge maximale qu'il peut fournir. Dans les faits ces charges sont purement résistives.
{\displaystyle ALF=ALF'\cdot {\frac {R_{effectif}}{R_{max}}}}
Les charges effectives sont en fait : la résistance de l'enroulement secondaire, notée {\displaystyle R_{CT}} et la résistance effective de la charge, notée {\displaystyle R_{B}}, constituée de la résistance du conducteur menant à l'appareil de mesure, et la résistance d'entrée de l'appareil de mesure. 
La charge maximale est constituée de la résistance de l'enroulement secondaire et de la charge nominale notée {\displaystyle R_{B,N}}, est en fait la puissance apparente, donnée en VA, divisée par le courant secondaire au carré : {\displaystyle R_{B,N}={\frac {S_{N,B}}{I_{N,S}^{2}}}}. Dans la majorité des cas ce courant vaut 1 A, la valeur de la puissance apparente est donc égale à celle en ohms de la charge nominale.
On a donc la formule :
{\displaystyle ALF=ALF'\cdot {\frac {R_{CT}+R_{B}}{R_{CT}+R_{B,N}}}}

### Défauts internes
Dans le cas d'un défaut interne, le principe est similaire, le coefficient {\displaystyle K_{td}} est remplacé par le coefficient {\displaystyle K_{TF}}, le « facteur de régime transitoire », déterminé par le temps que met la protection à détecter le défaut interne.
La formule est :
{\displaystyle ALF'_{Int}=K{TF}\cdot {\frac {1,1\cdot S_{SC}}{{\sqrt {3}}\cdot U_{N}\cdot I_{P,CT}}}}
Avec {\displaystyle S_{SC}} la puissance apparente de la source.
Le rapport entre ALF et ALF' reste inchangé. Le maximum de l'ALF, externe et de l'ALF, interne permet de connaître le rapport minimal à utiliser pour le transformateur de courant.

## Normes applicables
- Norme CEI 61869-1 : Transformateurs de mesure : Exigences générales
- Norme CEI 61869-2 : Transformateurs de mesure : Exigences supplémentaires concernant les transformateurs de courant (remplace les normes CEI 60044-6 et 60044-1 )
- Norme CEI 60044-8 : Transformateurs de mesure –Partie 8 :Transformateurs de courant électroniques (sera à terme remplacé par la norme 61869-8)

## Principaux fabricants
- MBS : Leader allemand du transformateur de courant classique et ouvrant
- REDUR : Société allemande à l'origine de transformateurs de courant de nouvelle génération moins encombrants, plombables et montables sur rail DIN. Ce fabricant est distribué en France par le spécialiste de la maîtrise de l'énergie POLIER
- Trench

### Modèles dits «non conventionnels»
On désigne sous ce nom des modèles fonctionnant sur le principe de l'effet Hall ou de l'effet Faraday. Leur utilisation est moins courante et en général réservée à des applications spécifiques comme la mesure de courants continus.

### Traduction anglais
1. ↑  window
2. ↑  bar
3. ↑  wound
4. ↑  magneto-optic current transducer (MOCT)
5. ↑  Top core
6. ↑  accuracy limit factor